# Warsonofiusz II (biskup twerski)

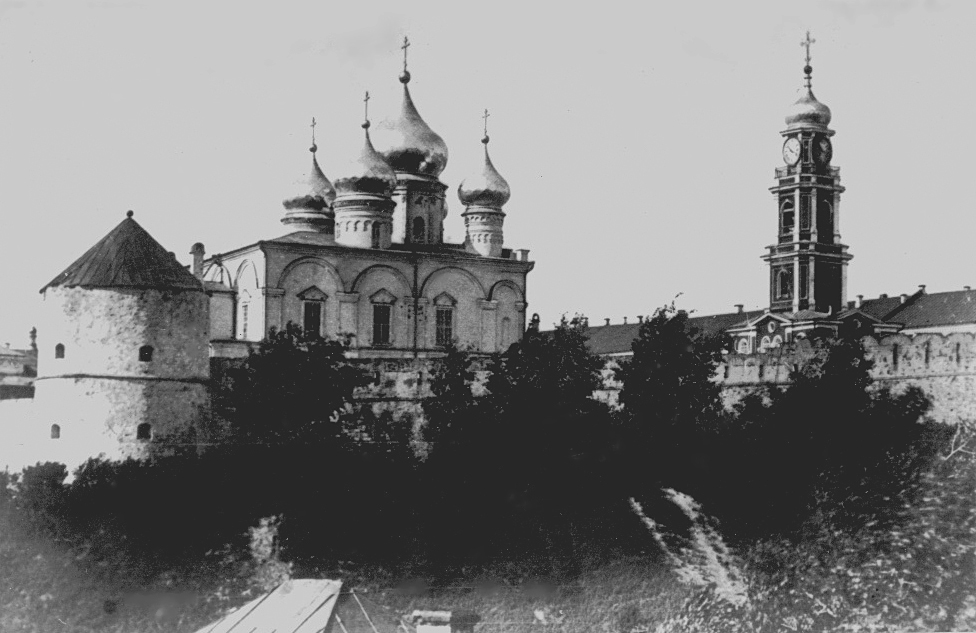
Monaster Przemienienia Pańskiego w Kazaniu założony przez Warsonofiusza - widok sprzed 1917

Warsonofiusz Twerski, Warsonofiusz Kazański, imię świeckie: Joann Wasiljewicz, (ur. ok. 1495 w Sierpuchowie, zm. 11 kwietnia 1576 w Kazaniu) – święty biskup prawosławny.

## Życiorys
Urodził się w rodzinie kapłana prawosławnego. W wieku siedemnastu lat został wzięty do niewoli przez Tatarów. W niewoli nauczył się mówić i pisać w języku tatarskim. Po trzech latach jego ojciec zdołał zgromadzić niezbędny okup, wykupując dwudziestoletniego wówczas Joanna. Po powrocie do Sierpuchowa młodzieniec postanowił zostać mnichem i udał się w tym celu do Moskwy, gdzie złożył wieczyste śluby zakonne w Monasterze Spaso-Andronikowskim, przyjmując imię Warsonofiusz. Następnie przyjął w nim święcenia diakońskie i kapłańskie. 
Mnich Warsonofiusz wyróżniał się pobożnością swojego życia na tyle, że dowiedział się o nim metropolita moskiewski Makary, który podniósł go do godności igumena i wyznaczył na przełożonego Metodiewskiej Pustelni Nikoło-Piesznoskiej, położonej w okolicach Dmitrowa. W 1553 w monasterze tym przebywał, w drodze do Monasteru Cyrylo-Biełozierskiego, car Iwan IV Groźny. Zwrócił on uwagę na przełożonego klasztoru jako na człowieka znającego język tatarski. W związku z tym spotkaniem w 1555 Warsonofiusz został skierowany do nowo powstałej eparchii kazańskiej, razem z jej pierwszym biskupem Guriaszem oraz byłym ihumenem monasteru Zaśnięcia Matki Bożej w Staricy Germanem. Otrzymał godność archimandryty i polecenie stworzenia w eparchii kazańskiej nowego klasztoru. Duchowny dotarł na miejsce 27 lipca 1555 razem z mnichami monasteru, którym dotąd kierował: Tichonem, Teodorytem, Hiobem, Andronikiem, Sylwestrem oraz mnichem z Monasteru Spaso-Andronikowskiego, Symeonem. W 1556 stworzyli oni klasztor Przemienienia Pańskiego położony w obrębie Kremla kazańskiego.  
W 1567 metropolita moskiewski Filip II wyznaczył Warsonofiusza na biskupa Tweru. Według hagiografii mimo uzyskanej godności biskupiej duchowny kontynuował surowy, ascetyczny tryb życia, poświęcając noce na modlitwę, zaś dni na pracę i starania na rzecz swojej eparchii. Przypisuje się mu dar uzdrawiania siłą swojej modlitwy. 
Po trzech latach na katedrze biskupiej Warsonofiusz zrezygnował z urzędu z powodu podeszłego wieku i złego stanu zdrowia. Zamieszkał w klasztorze założonym przez siebie w Kazaniu, gdzie złożył śluby wielkiej schimy. Zmarł w 1576 i został pochowany na terenie monasteru.
Żywot Warsonofiusza oraz biskupa kazańskiego Guriasza został opracowany przez patriarchę moskiewskiego Hermogena.